# 59P/Кирнса — Гуи
Комета Кирнса — Гуи (59P/Kearns-Kwee) — короткопериодическая комета из семейства Юпитера, которая была открыта 17 августа 1963 года американскими астрономами Чарльзом Кирнсом и Кьемом Гуи в Паломарская обсерватория в созвездии Тельца. Они описали её как диффузный объект 12 m без центральной конденсации и с небольшим хвостом 1 углового градуса. Обладает довольно коротким периодом обращения вокруг Солнца — чуть более 6,6 года.

Орбита кометы Кирнса — Гуи и её положение в Солнечной системе

## История наблюдений
Факт открытия кометы был подтверждён Элизабет Рёмер в результате повторных наблюдений, проведённых 24 августа 1965 года на 40-дюймовой телескопе. Она оценила её яркость как 16 m, и описала её как диффузный объект с чёткой конденсацией в центре 17 m и узким хвостом 0,5 минут дуги, вытянутым к западу. Изначально она была принята за потерянную в 1908 году комету Темпеля — Свифта, но после более точных наблюдений Элизабет Рёмер стало ясно, что это новая комета. На нынешнюю орбиту комета Кирнса — Гуи попала после сближения до 0,03 а. е. (4,5 млн км) с Юпитером в 1961 году. До этого комета вращалась по орбите с периодом 51 год и перигелием на расстоянии 4,282 а. е. от Солнца. Обычно блеск кометы в перигелии не превышает 12—13m.